# (3883) Verbano
(3883) Verbano est un astéroïde de la ceinture principale.

## Description
(3883) Verbano est un astéroïde de la ceinture principale. Il fut découvert le 7 septembre 1972 à Naoutchnyï par Nikolaï Tchernykh. Il présente une orbite caractérisée par un demi-grand axe de 2,61 UA, une excentricité de 0,12 et une inclinaison de 12,9° par rapport à l'écliptique.

## Compléments